# 멜라놉신
멜라놉신(Melanopsin)은 옵신(opsin)이라고 불리는 광에 민감한 망막 단백질의 더 큰 계열에 속하는 광 색소의 일종으로 OPN4 유전자에 의해 암호화된다. 멜라놉신은 광수용체 망막세포인 특수한 시세포에서 처리된다.

## 옵신
포유류 망막에는 두 가지 추가 범주의 다른 옵신이 있으며, 둘 다 시각적 이미지 형성에 관여한다. 또한 이들 시세포는 각각 간상체 및 원추형 광 수용체 세포에 있는 로돕신(Rhodopsin 또는 visual purple 또는 iodopsin) 및 포톱신(photopsin, I형, II형 및 III형)을 생성하는 기제를 가지고 있다. 한편 이와는 다른 특수한 망막세포의 광색소인 멜라놉신은 막대세포나 원뿔세포와는 또다른 광색소로서 시상을 통한 시각정보처리에는 관여하지 않으나 시상하부의 SCN(시각교차위핵) 영역에서 빛정보처리에 관여하는 것으로 알려져있다. 한편 SCN은 일주율, 수면, 생체 시계 등 광범위한 신체활동을 조절하고 영향을 미친다.

## 같이 보기
- 솔방울샘
- 옵신
- 로돕신
- 척추동물 시각 옵신
- 시교차 상핵
- 광수용체
- 내재적인 감광성 망막 신경절 세포(intrinsically photosensitive retinal ganglion cell)

## 참조
- [BRIC Bio통신원] 새로운 생체시계 단백질, 멜라놉신 ( https://www.ibric.org/myboard/read.php?Board=news&id=66393 )
- Melanopsin (Opn4) Requirement for Normal Light-Induced Circadian Phase Shifting" was authored by Satchidananda Panda, Trey K. Sato, Ana Maria Castrucci, Willem J. DeGrip, John B. Hogenesch, Ignacio Provencio, and Steve A. Kay and appears in the December 13, 2002 issue of the journal ! Science. (노바티스 과학 재단(Novartis Science Foundation), 미 국립 보건원, 국립 정신 건강 연구소(National Institute of Mental Health), 유럽 연합 지원)